# Jochen Struwe

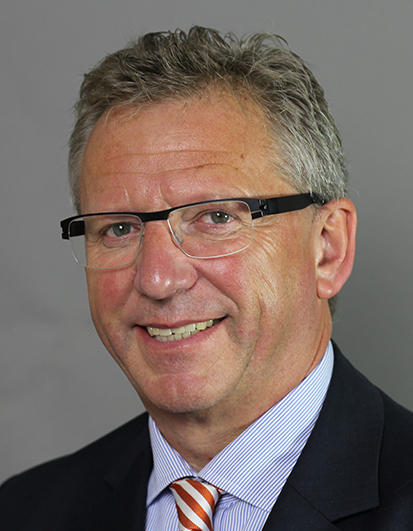
Jochen Struwe

Jochen Struwe (* 2. März 1956 in Essen) ist ein deutscher Unternehmensberater sowie Professor für Unternehmensführung, Rechnungswesen und Controlling.

## Leben
Jochen Struwe studierte an der Universität Heidelberg und der Technischen Hochschule Darmstadt und schloss das Studium 1982 als Diplom-Wirtschaftsingenieur ab. Anschließend assistierte und promovierte er bei Bert Rürup am Fachgebiet Finanzwissenschaft der TH Darmstadt. 1990 machte er sich als Unternehmensberater selbstständig.
Er ist u. a. Mitglied des Steering Committees sowie Stellvertretender Vorsitzender der Regionalgruppe Rhein-Main des Managerkreises der Friedrich-Ebert-Stiftung und Experte in der Pro-bono-Initiative MittelstandPlus.
Von 1989 bis 2001 war Struwe kommunalpolitisch in der Kreisstadt Heppenheim und im Landkreis Bergstraße aktiv (u. a. Kreistagsabgeordneter und Stadtverordneter, Fraktionsvorsitzender und Ausschussvorsitzender). 1998 kandidierte er bei der Wahl zum 14. Deutschen Bundestag.
2002 übernahm er eine Professur am Umwelt-Campus Birkenfeld der Hochschule Trier und vertritt den dortigen Lehrstuhl für Unternehmensführung, Rechnungswesen und Controlling. Er ist Mitglied des Auswahlausschusses der Friedrich-Ebert-Stiftung. Struwe ist ferner Mitglied des Kuratoriums der Stiftung zur Förderung begabter Studierender und des wissenschaftlichen Nachwuchses (Stipendienstiftung) des Landes Rheinland-Pfalz.
Struwe ist Mitglied des Hochschullehrerbundes, Vizepräsident der Bundesvereinigung und Stellvertretender Landesvorsitzender Rheinland-Pfalz.
Jochen Struwe ist SPD-Mitglied. 2002 wurde ihm der Ehrenbrief des Landes Hessen verliehen.

## Veröffentlichungen
- Veröffentlichungsverzeichnis von Jochen Struwe